# Trolltjärnen (naturreservat)
Trolltjärnen är ett naturreservat i Lycksele kommun i Västerbottens län.
Området är naturskyddat sedan 2017 och är 302 hektar stort. Reservatet består av två höjder och Trolltjärnen där nedanför. Reservatet består av brandpräglad barrnaturskog.